# آمد دیوی سیلا
آمد دیوی سیلا (انگلیسی: Amed Davy Sylla؛ زادهٔ ۴ اکتبر ۱۹۸۲) بازیکن فوتبال اهل فرانسه است.
از باشگاه‌هایی که در آن بازی کرده‌است می‌توان به باشگاه فوتبال توشهاون، باشگاه فوتبال لیل، و باشگاه فوتبال بیرکیرکارا اشاره کرد.